# Карманово (Кувшиновский район)
Карманово (Корманово) — деревня в Кувшиновском районе Тверской области России. Входит в Тысяцкое сельское поселение.

## География
Находится у реки Семынь, вблизи села Борзыни и деревни Шашково.

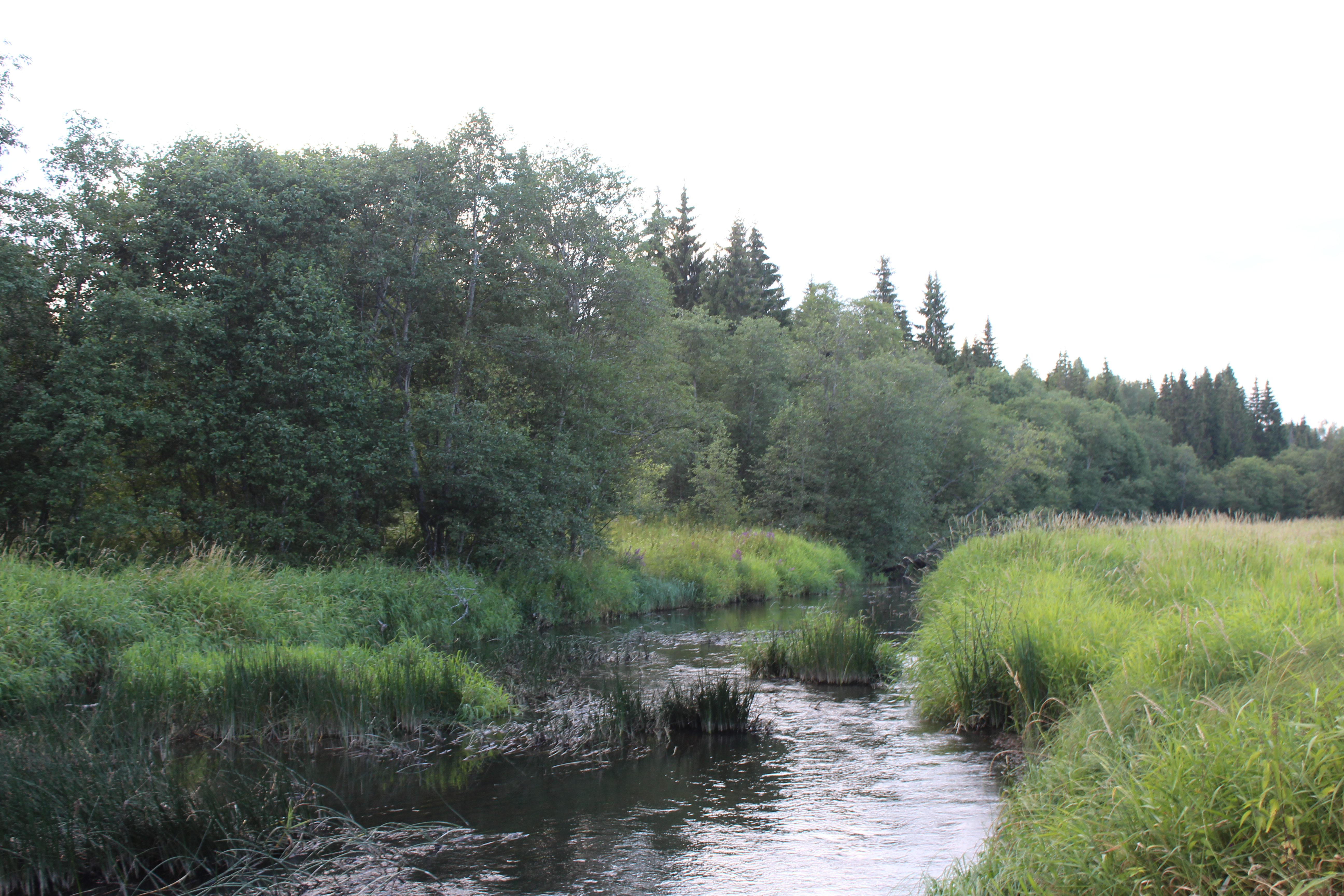
Река Семынь

## История
Первое упоминание в реестре Тверской губернии по сведениям 1859 года.
Деревня вл. Карманово находится при реке Семыне, Вышневолоцкий уезд. Местность: По правую сторону от Ржевского тракта. 
Расстояние от уезд. города - 48 км, от Волочка авт. От станового квартала: 46 км. Население: дворов всего 30. Мужчин - 112. Женщин - 117. В деревне находилась красильня и лавка.
Выписка из реестра владельцев Тверских усадеб и волостей: Карманово, Раменье. Борзынская вол. Вышневолоцкий уезд. Владел. - Сталерова Наталья Алексеевна, генерал-майорша. - Описание имения. 1858 г.- ГАТО. Ф. 148. Оп. 1. Д. 303. 16 л.
Раменье, Бор, Шашково, Карманово, Дарниково, Латыгорево. Вышневолоцкий уезд. Владел. - Мельгунов Петр Петрович, поручик. - О продаже имения // Твер. губ. ведомости. - 1841. - № 12. - С. 75-76.
Недалеко от деревни по направлению в селу Борзыни есть омут где сохранились остатки деревянные сваи бывшей мельницы на реке Семынь.
Деревня ранее находилась в поле, но в настоящее время зарастает лесом, так как поля не используются в сельском хозяйстве.

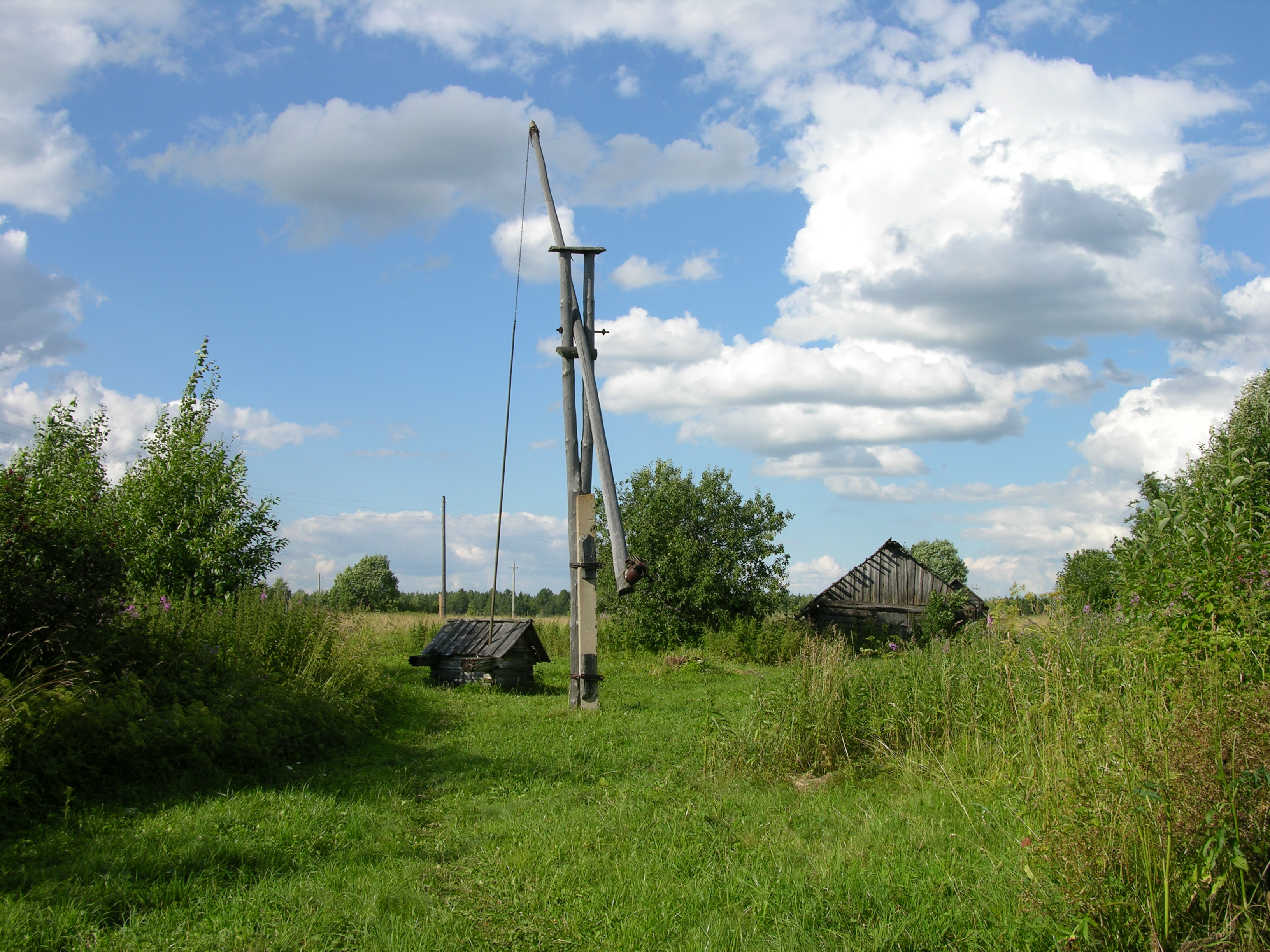
Колодец журавль в деревне Карманово. Кувшиновский район. Тверская область.

До 2005 года входила в состав Борзынского сельского округа, с 2005 по 2015 годы — в Борзынское сельское поселение.
Согласно Закону Тверской области от 17 декабря 2015 года № 119-ЗО, после объединения, Тысяцкого, Большекузнечковского, Борзынского и Пеньского сельских поселений деревня входит в Тысяцкое сельское поселение.

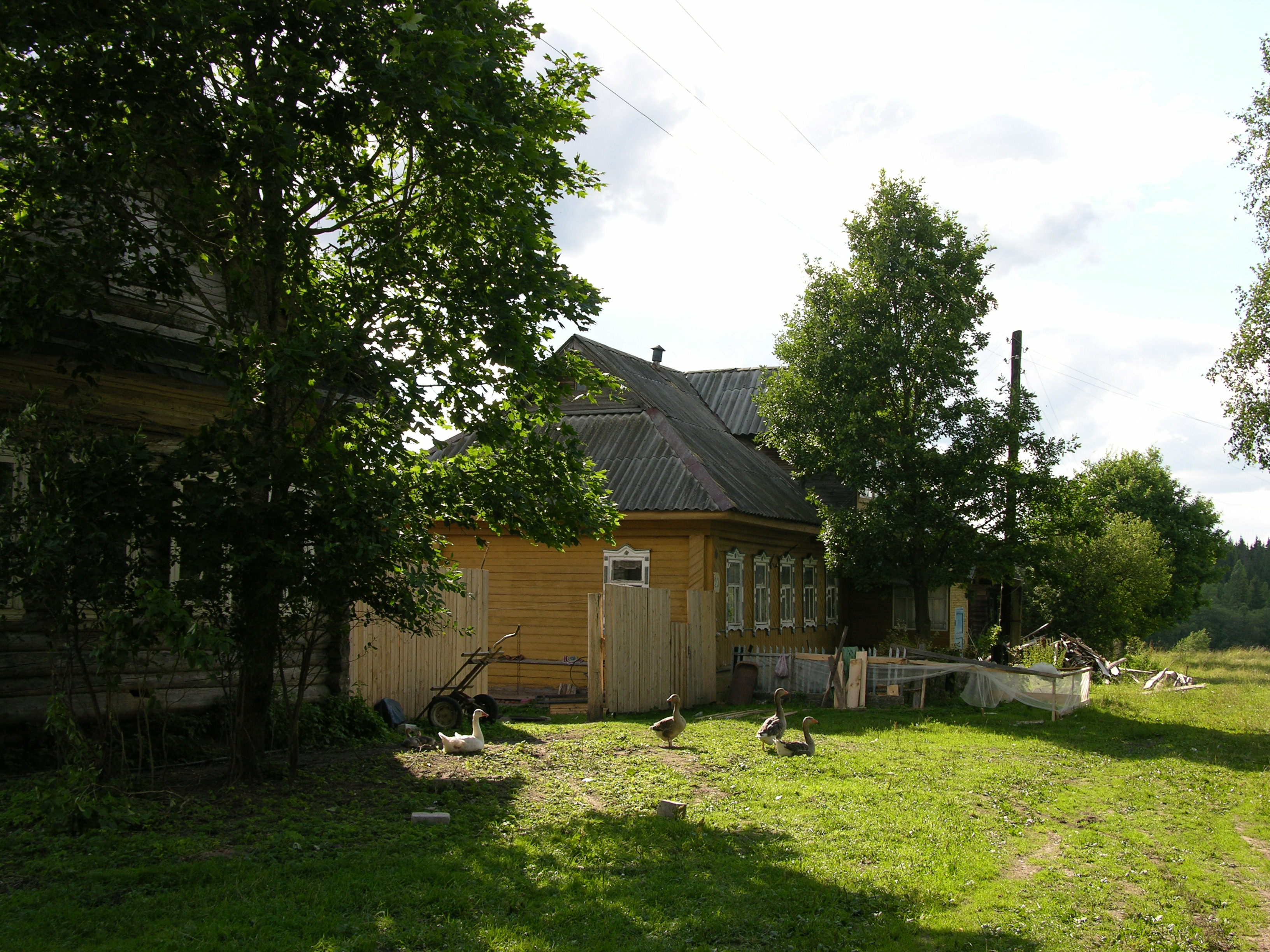
Жилой дом в деревне Карманово. Кувшиновский район. Тверская область.

## Население
| 2008 | 2010 |
| ---- | ---- |
| 5    | ↗8   |

## Инфраструктура
Личное подсобное хозяйство. Почтовое отделение, расположенное в село Борзыни, обслуживает в деревне 8 домов.

## Транспорт

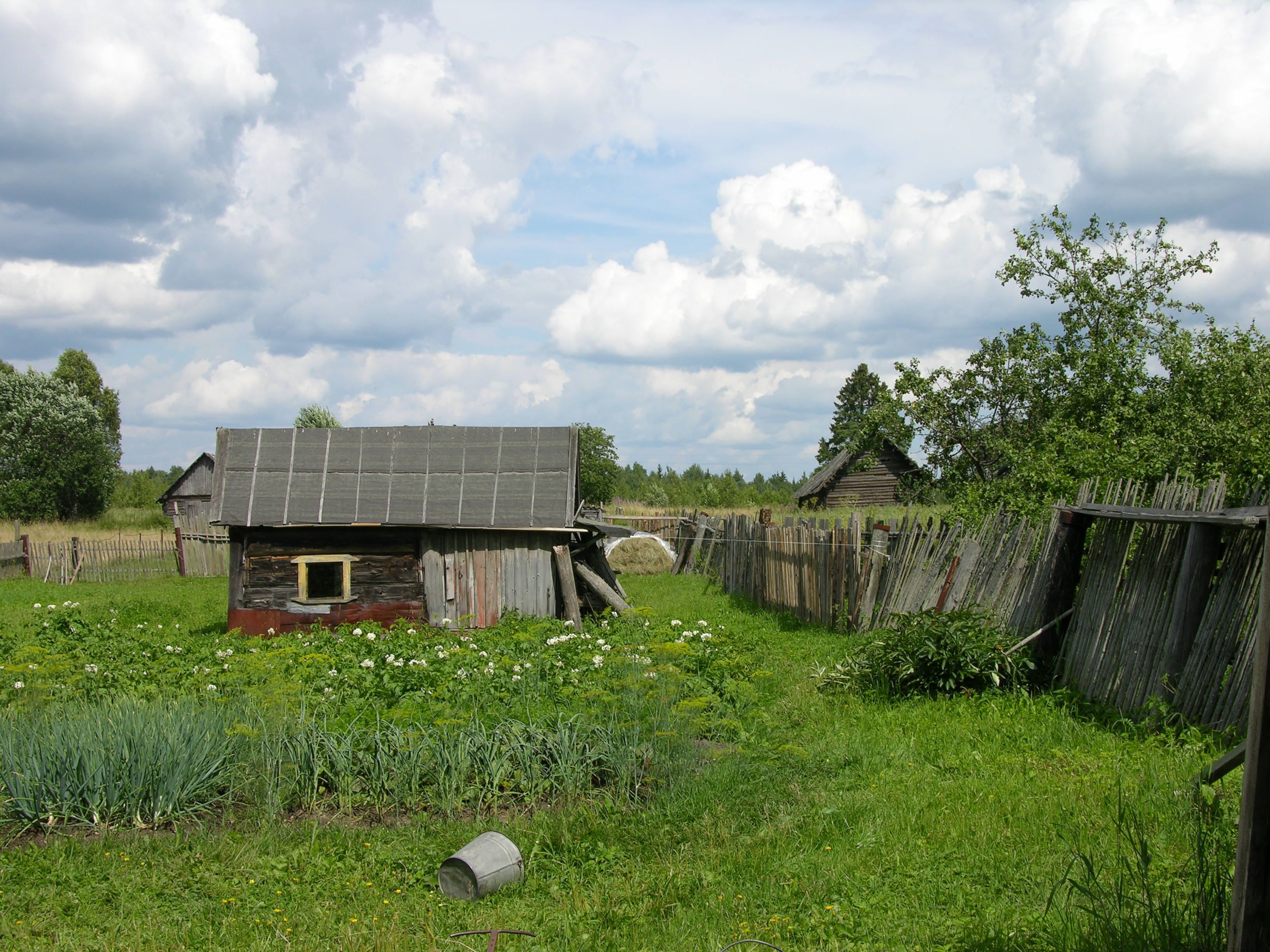
Огород и баня в деревне Карманово. Кувшиновский район. Тверская область.

Просёлочная дорога.